# Evangelia (Sängerin)
Evangelia (griechisch Ευαγγελία Ψαράκη; eigentlich Evangelia Psarakis; * 24. Mai 1992 in New Jersey) ist eine US-amerikanisch-griechische Popsängerin.

## Leben und Karriere
Evangelia wuchs zwischen dem kleinen Bauernhof ihrer Großmutter auf Kreta und dem Haus ihrer Eltern in New Jersey auf. Sie studierte ab 2010 Geschichte und Politikwissenschaft an der Rutgers University und absolvierte 2015 eine Ausbildung zur Lehrerin an der Rutgers Graduate School of Education in New Brunswick. Bereits während ihres Studiums trat sie als Sängerin in New Yorker Clubs auf. Evangelia arbeitete nach ihrer Ausbildung als Lehrerin, beschloss jedoch nach drei Jahren, ihren Beruf aufzugeben, um sich vollkommen ihrer Musikkarriere zu widmen. Nach ihren Singles Páli und ihrem Doppel-Platin-Hit Fotiá veröffentlichte Evangelia 2023 den Song Let's Go MIA, der eine Interpolation des 2000er Hits Dragostea Din Tei enthält. Beim Ethnikos Telikos 2025, dem griechischen Vorentscheid zum Eurovision Song Contest 2025, belegte Evangelia mit ihrem Song Vale den zweiten Platz.
Sie ist bei Sony Music unter Vertrag und war bereits auf Tournee in Großbritannien, Australien und den USA. Sie unterstützt die Philo4Thought Inc. Hellenic Mentoring Initiative. Evangelia lebt in Los Angeles und ist mit dem Songwriter und Produzenten Jay Stolar liiert.

## Diskografie

### EPs
- 2024: Alpha/Beta

### Singles (Auswahl)
| - 2019: U & Me (mit Kastra & twoDB) - 2020: Páme Páme - 2021: Fotiá (mit Eleni Foureira) - 2021: Diving (mit Kelvin Jones) - 2022: Perder Control (mit Eleni Foureira) - 2022: Onira - 2022: Paradise - 2022: Aman (mit Amanda Tenfjord) - 2022: Miss You (mit The Cratez & Disarstar) - 2022: Aphrodite - 2023: Páli (mit Mente Fuerte) | - 2023: Let's Go MIA - 2023: Toca Toca (mit Claydee) - 2023: M'Aresei (mit Negros Tou Moria) - 2023: Videotape (mit good job nicky) - 2024: California Lullaby - 2024: Xana (mit DJ PaCo) - 2024: Vradia (mit Roi 6/12) - 2024: Mykonos - 2024: Alitheia?! (mit Marsheaux) - 2025: Vále |

## Auszeichnungen
- 2023:  MAD Video Music Awards in den Kategorien “Beste neue Künstlerin” und “Bestes Duett”[6][12]